# Šindži Ono
Šindži Ono (* 27. září 1979) je japonský fotbalista a bývalý reprezentant.

## Reprezentační kariéra
Šindži Ono odehrál 56 reprezentačních utkání. S japonskou reprezentací se zúčastnil Mistrovství světa 1998, 2002, 2006.

## Statistiky
| Japonsko | Japonsko | Japonsko |
| Roky     | Záp.     | Góly     |
| -------- | -------- | -------- |
| 1998     | 3        | 0        |
| 1999     | 0        | 0        |
| 2000     | 12       | 1        |
| 2001     | 9        | 1        |
| 2002     | 8        | 1        |
| 2003     | 5        | 0        |
| 2004     | 7        | 2        |
| 2005     | 2        | 0        |
| 2006     | 9        | 1        |
| 2007     | 0        | 0        |
| 2008     | 1        | 0        |
| Celkem   | 56       | 6        |